# Georgia en los Juegos Olímpicos de Atlanta 1996
Georgia estuvo representada en los Juegos Olímpicos de Atlanta 1996 por un total de 34 deportistas que compitieron en 13 deportes.  
El portador de la bandera en la ceremonia de apertura fue el boxeador Guiorgui Kandelaki.

## Medallistas
El equipo olímpico georgiano obtuvo las siguientes medallas:
| Nombre            | Deporte     | Competición |
| ----------------- | ----------- | ----------- |
| Oro               |             |             |
| —                 |             |             |
| Plata             |             |             |
| —                 |             |             |
| Bronce            |             |             |
| Soso Liparteliani | Judo        | –78 kg M    |
| Eldar Kurtanidze  | Lucha libre | 90 kg M     |